# Restaurant Finisterre
El Restaurant Finisterre fou un dels restaurants de la ciutat de Barcelona més rellevants de la segona meitat del segle xx, ubicat a la Avinguda Diagonal 469 cantonada amb Villarroel.
Es va inaugurar a finals de desembre de 1943 promogut per l'industrial importador de fustes de Guinea Joan Jover, que va incloure com a accionista Milagros Marín i va incorporar Joaquim Garcia Torrens, que provenia d'una marisqueria de la Via Laietana de la mateixa ciutat. El local es va decorar amb fusta guineana. A la planta baixa el terra era marbre i s'exposava marisc en una barra que oferia la seva degustació. A l'entresol hi havia el menjador amb una decoració marinera i s'hi pujava per unes escales amb baranes de vaixell. El restaurant es va anomenar Finisterre perquè en aquesta zona de Barcelona gairebé no hi havia edificacions. Disposava d'una gran terrassa semi coberta, que s'estenia sobre la vorera del carrer Villarroel.
El 1972 va patir una crisi i va ser comprat per Salvi Vila Pi i Joan Duran Camps, que el van renovar i modernitzar, fent desaparèixer la terrassa a causa del trànsit i el soroll. En morir Duran el va succeir la seva vídua Pepita Pontonet i el 1990 va abandonar la societat Salvi Vila.
L'any 1981 Ferran Adrià va treballar un temps al Finisterre abans d'anar a El Bulli de Roses.
El Finisterre va ser centre de petites reunions per tancar o obrir negocis. Era freqüentat per representants d'empreses fins al seu tancament l'any 1994, com a conseqüència d'una mala gestió econòmica que va fer inviable la continuïtat del negoci. Va tancar amb un deute a la Seguretat Social de 73 milions de pessetes. El grup Artemi Nolla va reobrir l'espai del Finisterre, mitjançant un traspàs, el 31 de juliol de 2001 amb un nou restaurant anomenat «Daps» i una inversió de 275 milions de pessetes.